# Zhary
Zhary (ukr. Згари) – wieś na Ukrainie, w obwodzie iwanofrankiwskim, w rejonie nadwórniańskim.